# Haraldssund

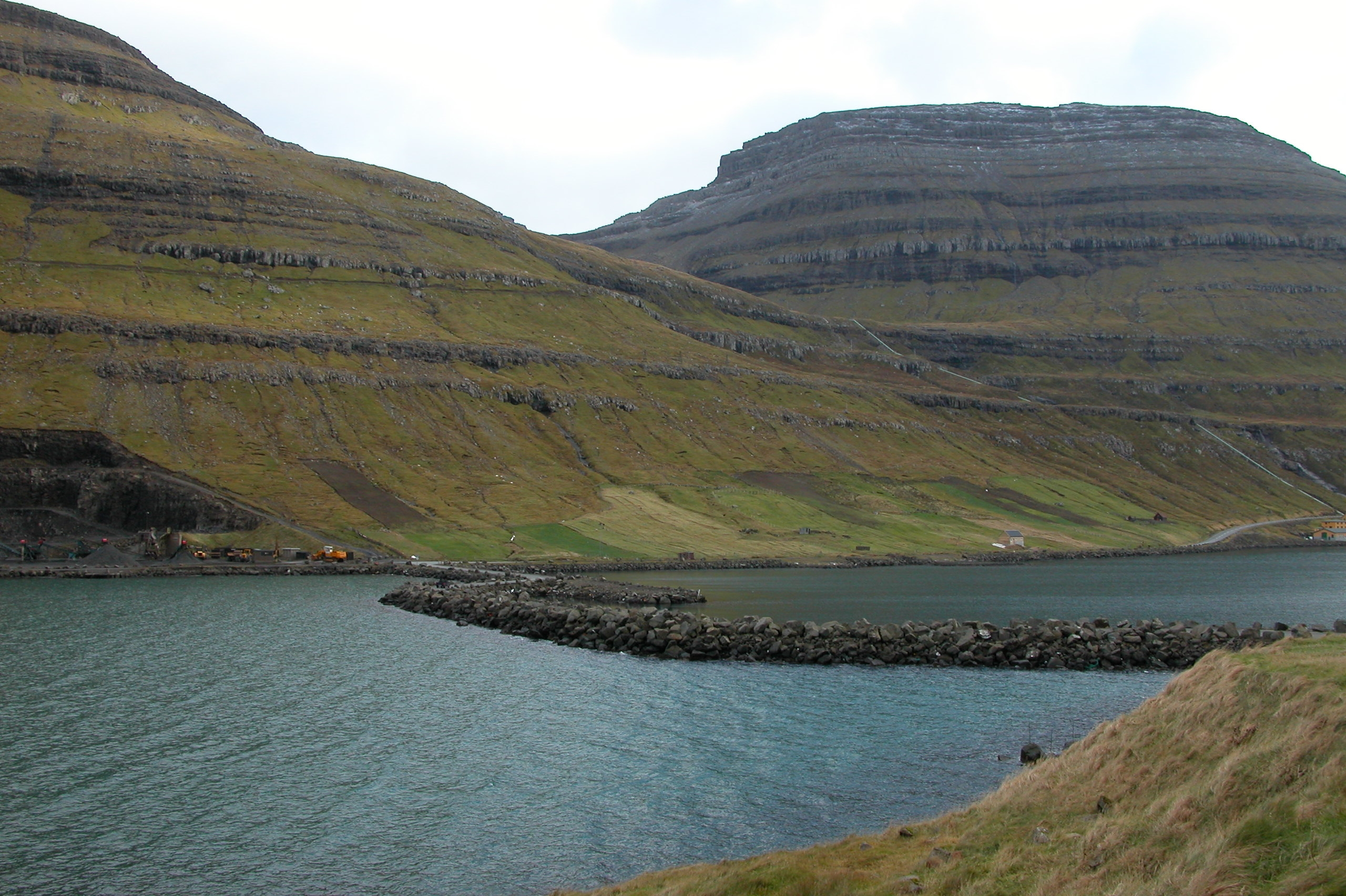
Represa desde Borðoy.

Haralssund es una ciudad en las Islas Feroe situada en la isla de Kunoy.
- Población: 77 habitantes en 2007
- Código Postal (Zip): FO 785
- Ubicación: 62°16′20″N 6°36′7″O / 62.27222, -6.60194
- Municipalidad: Kunoyar

Haralssund está localizada en la costa este de Kunoy y está conectada a la villa de Kunoy en la costa oeste por un túnel. Al este, esta unida a la ciudad de Klaksvík en Borðoy por una represa. El túnel y la represa fueron construidos a finales de la década del 80.
Dos kilómetros al sur están las ruinas de una pequeña villa. La leyenda dice que allí había una comunidad holandesa muchos años atrás.
En 1860 había cinco casas en la aldea. Los nombres de las familias que vivían allí eran:
- Har Uttari
- Har Innari
- Har Suðuri (Har suður)
- Á Gørðum
- Bygningurin